# ドゥクサ級駆逐艦
ドゥクサ級駆逐艦（ドゥクサきゅうくちくかん）はギリシャ海軍の駆逐艦の艦級である。

## 概要
本級はオスマン帝国海軍への対抗として1905年にドイツのフルカン社に発注された艦級である。

## 同型艦
- ニキ (Niki)
  - フルカン社スティッティン造船所にて1905年起工 1906年5月30日進水、1906年竣工。1925～1927年に近代化改装。1941年4月に連合軍に参加1945年除籍。
- アスピス (Aspis)
  - フルカン社スティッティン造船所にて1905年起工 1905年進水、1907年4月3日竣工。1925～1927年に近代化改装。1941年4月に連合軍に参加1945年除籍。
- ドゥクサ (Doxa)
  - フルカン社スティッティン造船所にて1905年起工 1906年7月18日進水、1906年竣工。1916年10月に連合軍に接収後、17年6月17日にフランス海軍の指揮下でミロス島沖を行動中にドイツ海軍のUボート「UB47」の雷撃で撃沈される。
- ヴェロス（Velos）
  - フルカン社スティッティン造船所にて1905年起工 1907年5月8日進水、1907年竣工。1925～1927年に近代化改装。1926年に除籍後、解体処分。